# زياد التواتي
زياد التواتي (وُلد في 24 يناير 1972 في مدينة تونس) هو ممثلٌ تونسي، تتلمذ على يد توفيق الجبالي. كان زياد قد أدى عددًا من الأدوار في المسرح والتلفزيون والسينما، واشتهر بتأديته دور وحشي بن حرب في مسلسل عمر.

## أعماله
من أعماله:
- مسلسل شورب (2018 و2019)
- ممالك النار (2019)[4]
- الإمام (2017)
- بوليس حالة عادية: 4.0 (2017)
- الأكابر (2016)
- الرئيس (2016)
- زيزو (2016)
- Anna & Yussef‏ -سهرة تليفزيونية (2015)
- Ambulance‏ (2015)
- عمر (2013)

## وصلات خارجية
- زياد التواتي على موقع IMDb (الإنجليزية)
- زياد التواتي على موقع قاعدة بيانات الأفلام العربية
- زياد التواتي على موقع ألو سيني (الفرنسية)
- زياد التواتي على موقع كينوبويسك (الروسية)